# 71e méridien est
En géographie, le 71e méridien est est le méridien joignant les points de la surface de la Terre dont la longitude est égale à 71° est.

## Géographie

### Dimensions
Comme tous les autres méridiens, la longueur du 71e méridien correspond à une demi-circonférence terrestre, soit 20 003,932 km. Au niveau de l'équateur, il est distant du méridien de Greenwich de 7 904 km,.
Avec le 109e méridien ouest, il forme un grand cercle passant par les pôles géographiques terrestres.

### Régions traversées
En commençant par le pôle Nord et descendant vers le sud au pôle Sud, Le 71e méridien est passe par:
| Coordonnées          | Pays, territoire ou mer | Notes |
| -------------------- | ----------------------- | --- |
| 90° 00′ N, 71° 00′ E | Océan Arctique          | |
| 81° 05′ N, 71° 00′ E | Mer de Kara             | |
| 73° 29′ N, 71° 00′ E | Russie                  | Île Bely |
| 73° 06′ N, 71° 00′ E | Détroit de Malyguine    | |
| 72° 53′ N, 71° 00′ E | Russie                  | Péninsule de Yamal |
| 66° 32′ N, 71° 00′ E | Golfe de l'Ob           | |
| 66° 21′ N, 71° 00′ E | Russie                  | |
| 55° 05′ N, 71° 00′ E | Kazakhstan              | |
| 42° 30′ N, 71° 00′ E | Kirghizistan            | |
| 42° 16′ N, 71° 00′ E | Ouzbékistan             | |
| 42° 03′ N, 71° 00′ E | Kirghizistan            | |
| 41° 11′ N, 71° 00′ E | Ouzbékistan             | Passe juste à l'est de Kokand |
| 40° 16′ N, 71° 00′ E | Kirghizistan            | |
| 39° 24′ N, 71° 00′ E | Tadjikistan             | |
| 38° 28′ N, 71° 00′ E | Afghanistan             | |
| 34° 34′ N, 71° 00′ E | Pakistan                | Khyber Pakhtunkhwa - sur environ 9 km |
| 34° 29′ N, 71° 00′ E | Afghanistan             | |
| 34° 02′ N, 71° 00′ E | Pakistan                | Khyber Pakhtunkhwa Pendjab |
| 27° 45′ N, 71° 00′ E | Inde                    | Rajasthan |
| 24° 50′ N, 71° 00′ E | Pakistan                | Sindh |
| 24° 37′ N, 71° 00′ E | Inde                    | Gujarat |
| 24° 27′ N, 71° 00′ E | Pakistan                | Sindh - sur environ 10 km |
| 24° 21′ N, 71° 00′ E | Inde                    | Gujarat Dadra et Nagar Haveli et Daman et Diu - sur environ 1 km |
| 20° 44′ N, 71° 00′ E | Océan Indien            | Passe juste à l'ouest de du Banc Great Chagos, Territoire britannique de l'océan Indien Passe juste à l'est de Grande Terre, Terres australes et antarctiques françaises |
| 60° 00′ S, 71° 00′ E | Océan Austral           | |
| 68° 37′ S, 71° 00′ E | Antarctique             | Territoire Antarctique australien, Revendications territoriales en Antarctique revendiqués par l' Australie                                                              |